# ثمامة بن عبد الله بن أنس بن مالك
ثمامة بن عبد الله بن أنس بن مالك حفيد الصحابي أنس بن مالك، ومُحدث من التابعين. روى عن جده، وروى له الجماعة.ولي قضاء البصرة وكان يقول: «صحبت جدي ثلاثين سنة».

## روايته للحديث النبوي
- روى عن: جده أنس بن مالك، والبراء بن عازب، وعبد الله بن عمر بن الخطاب، وأبي هريرة.
- روى عنه: عبد الله بن عون، ومعمر بن راشد، وعزرة بن ثابت، ومعاوية بن عبد الكريم الضال، وأبو عوانة الوضاح بن عبد الله.[2] وحميد الطويل، وحماد بن سلمة، وابن عمه حمزة بْن مُوسَى بْن أنس بْن مالك، ووزياد بْن الربيع، وعائذ بْن شريح، وأَبُو بصرة حميل بْن عبيد الطائي، وحبيب بْن الشهيد، والحسين بْن واقد المروزي، وقتادة بن دعامة، ومالك بن دينار، ومبارك أَبُو عمرو الخياط، وعوف الأعرابي، ابن أخيه عَبْد اللَّهِ بْن المثنى بْن عَبْدِ اللَّهِ بْن أنس بْن مالك، وأَبُو الوليد عَبْد اللَّهِ بْن الحارث البصري، والمغيرة بْن مسلم السراج، وموسى بْن حمزة بْن أنس بْن مالك، وموسى بْن فلان بْن أنس بْن مالك، وهشام بْن حسان القردوسي، وأَبُو التياح يزيد بْن حميد الضبعي، وهو من أقرانه، ويونس بْن عبيد.[3]
- الجرح والتعديل: وثّقه أحمد بن حنبل والنسائي، والجيلي، والذهبي، وقال محمد بن سعد البغدادي: «قليل الحديث»،[1] وقال ابن حجر العسقلاني: «صدوق، مرة: لينه يحيى بن معين من أجل حديث أنس قيل إنه لم يأخذه عن أنس سماعا وذلك لا يقدح في صحته».[4]